# FK Krumowgrad
Der Futbolen Klub Krumowgrad (bulgarisch Футболен клуб Крумовград), kurz FK Krumowgrad ist ein Fußballverein in Krumowgrad (Bulgarien).

## Geschichte
Der Verein wurde 1925 unter dem Namen Lewski Krumowgrad gegründet und spielte hauptsächlich in den Regionalligen. Für kurze Zeit existierte das Team nicht, aber 2005 wurde es unter dem Namen FK Lewski 2005 neu gegründet.
2021 schaffte das Team den Aufstieg in die bulgarische dritte Liga und zeigte ernsthafte Ambitionen, die Gruppe zu gewinnen und in den Profifußball aufzusteigen, wobei Stefan Genow Trainer wurde. Im Oktober 2021 änderte der Verein seinen Namen von Levski 2005 in FK Krumowgrad und änderte sein Logo. Im Februar 2022 unterzeichnete Krumowgrad einen Vertrag mit Daniel Cerejido, dem Geschäftsführer von Botew Plowdiw. Am 14. März 2022 gewann der Verein die Südost-Staffel der drittklassigen W Grupa und stieg zum ersten Mal in seiner Geschichte in die Wtora liga auf. Am 26. Mai 2023 sicherte sich der FK Krumowgrad zum ersten Mal in seiner Geschichte den Aufstieg in die Parwa liga, indem er den dritten Platz in der zweiten Liga belegte, ein Platz, der den automatischen Aufstieg in die erste Liga ermöglichte.
Als Erstligist spielt der Verein seine Heimspiele in Plowdiw, dem Heimstadion von Botew Plowdiw, da sein eigenes Stadion die Anforderungen für die Austragung von Spielen der höchsten Spielklasse nicht erfüllt. Der Auftakt von Krumowgrads Debütsaison in der ersten Liga war ein 3:1-Heimsieg gegen den amtierenden Meister Ludogorez Rasgrad.

## Erfolge
- W Grupa: Sieger Staffel Südost: 2021/22